# 正覚寺 (横須賀市)
正覚寺（しょうかくじ）は、神奈川県横須賀市佐原にある日蓮宗系単立寺院。山号は大谷山。旧本山は佐原常勝寺、奠師法縁(奠統会)。

## 歴史
文安3年（1446年）常勝坊日珠（常勝寺2世）が創建した。『新編相模国風土記稿』の記述によれば宝永年間（1704年－1711年）に立性院日然が中興したという。

## 境内
- 本堂

## 歴代
- 常勝坊日珠
- 立性院日然